# Euequinoïdeus
Els euequinoïdeus (Euechinoidea) són una subclasse d'equinoderms equinoïdeus que inclou gairebé totes les espècies actuals d'eriçons de mar i les seves formes fòssils es remunten al Triàsic.

## Taxonomia
Els euequinoïdeus inclouen 3 624 espècies. La seva taxonomia és intricada i està en plena revisió; segons WoRMS:
Subclasse Euechinoidea
- Ordre Echinothurioida

- Infraclasse Acroechinoidea
  - Ordre Aspidodiadematoida
  - Ordre Diadematoida
  - Ordre Micropygoida
  - Ordre Pedinoida
- Infraclasse Carinacea
  - Superordre Calycina
    - Ordre Phymosomatoida †
    - Ordre Salenioida

  - Superordre Echinacea
    - Ordre Arbacioida
    - Ordre Camarodonta
    - Ordre Stomopneustoida
- Infraclasse Irregularia
  - Ordre Echinoneoida
  - Ordre Holectypoida †
  - Superordre Atelostomata
    - Ordre Holasteroida
    - Ordre Spatangoida

  - Superordre Neognathostomata
    - Ordre Cassiduloida
    - Ordre Clypeasteroida
    - Ordre Echinolampadoida

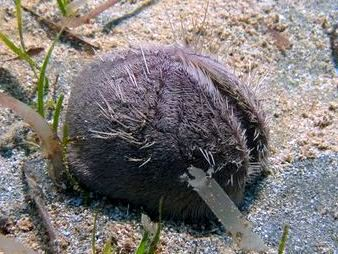
Spatangus purpureus
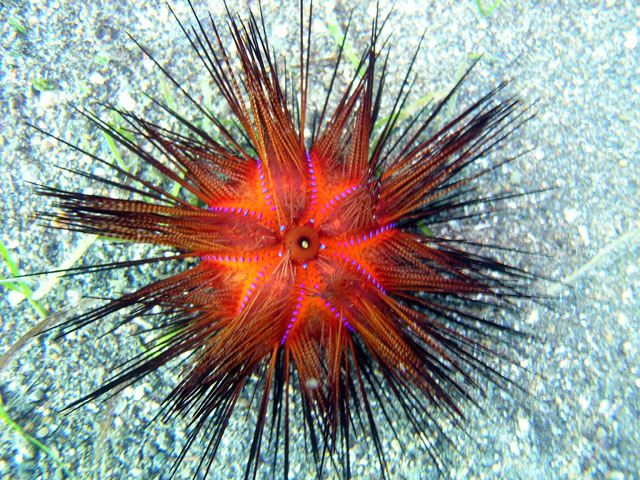
Astropyga radiata
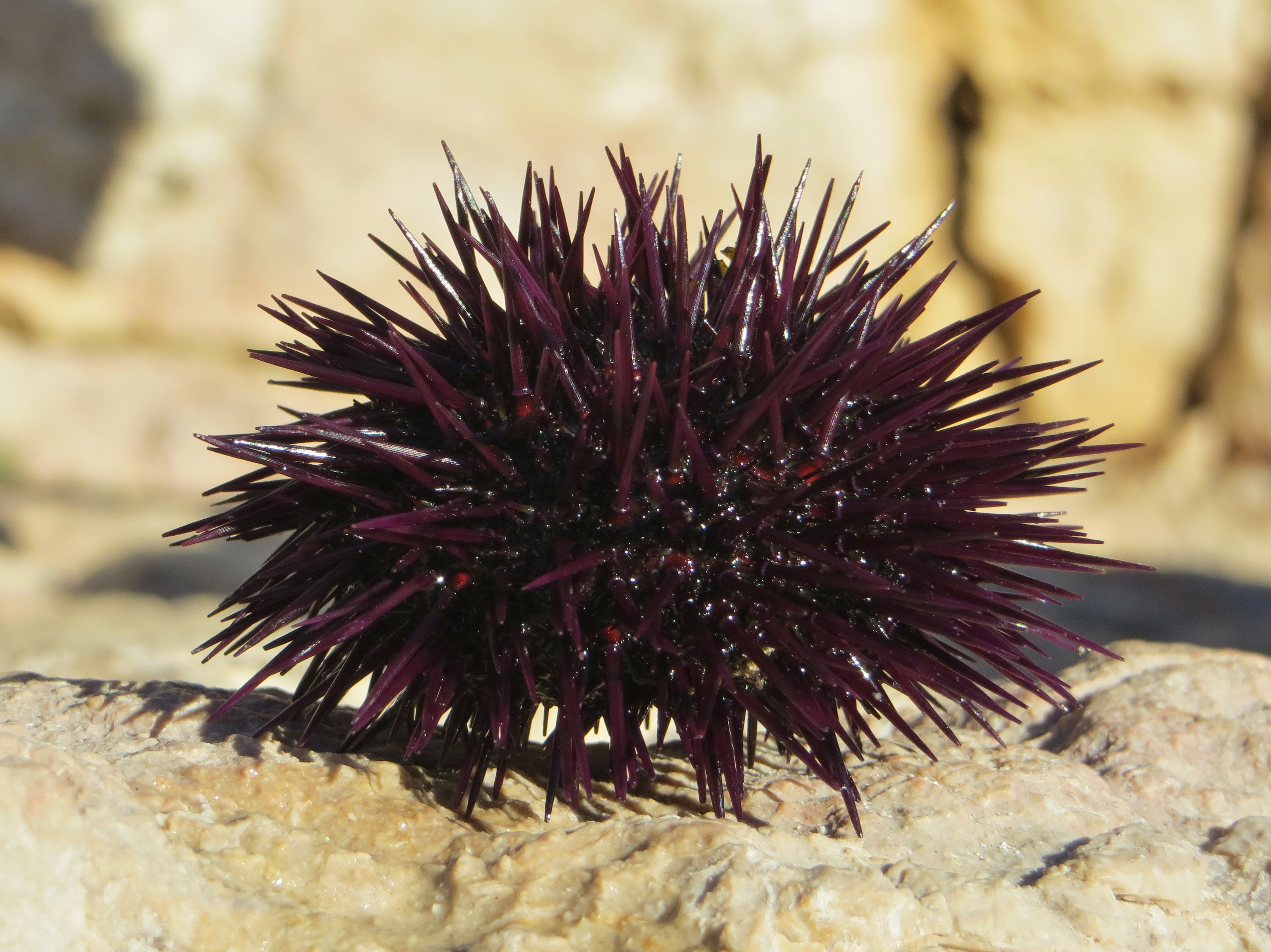
Paracentrotus lividus
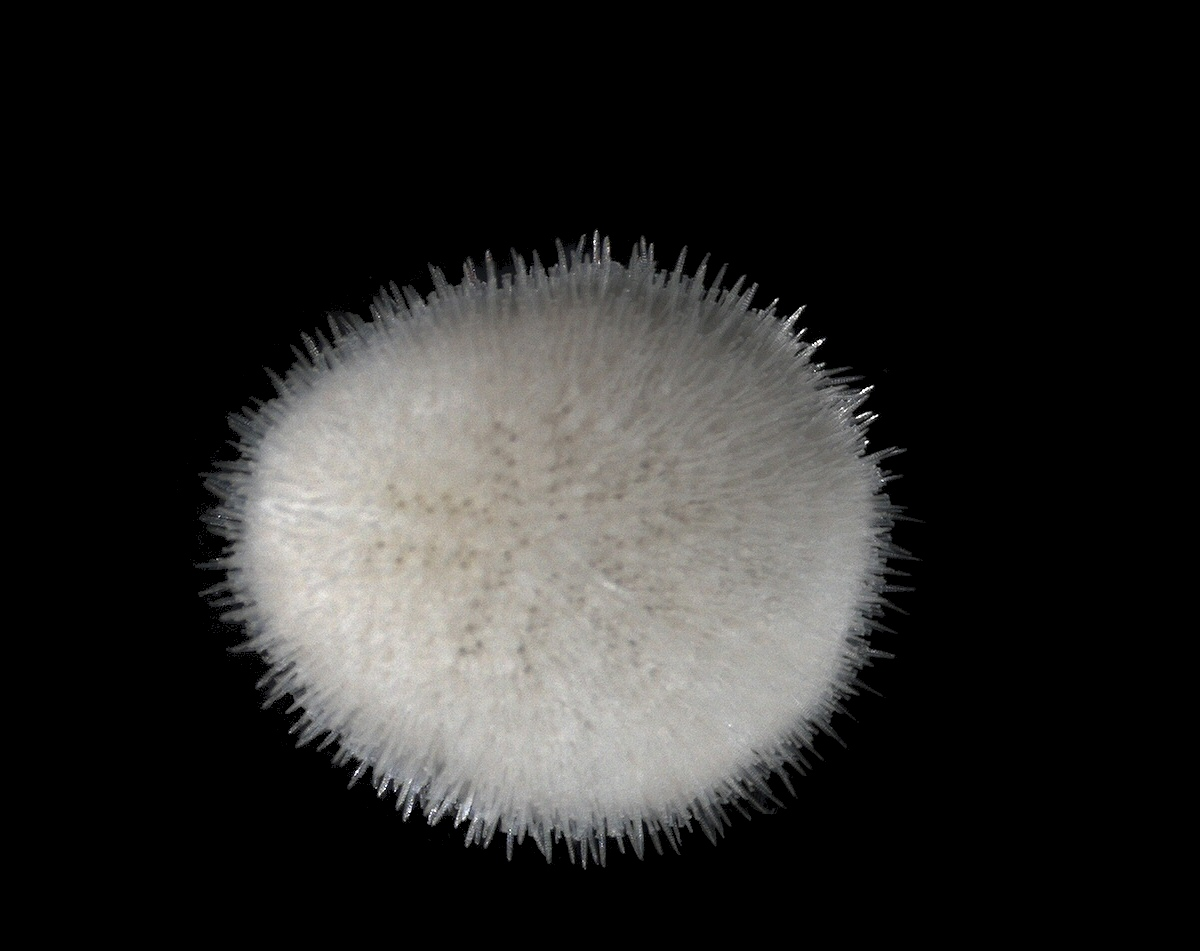
Echinocyamus pusillus
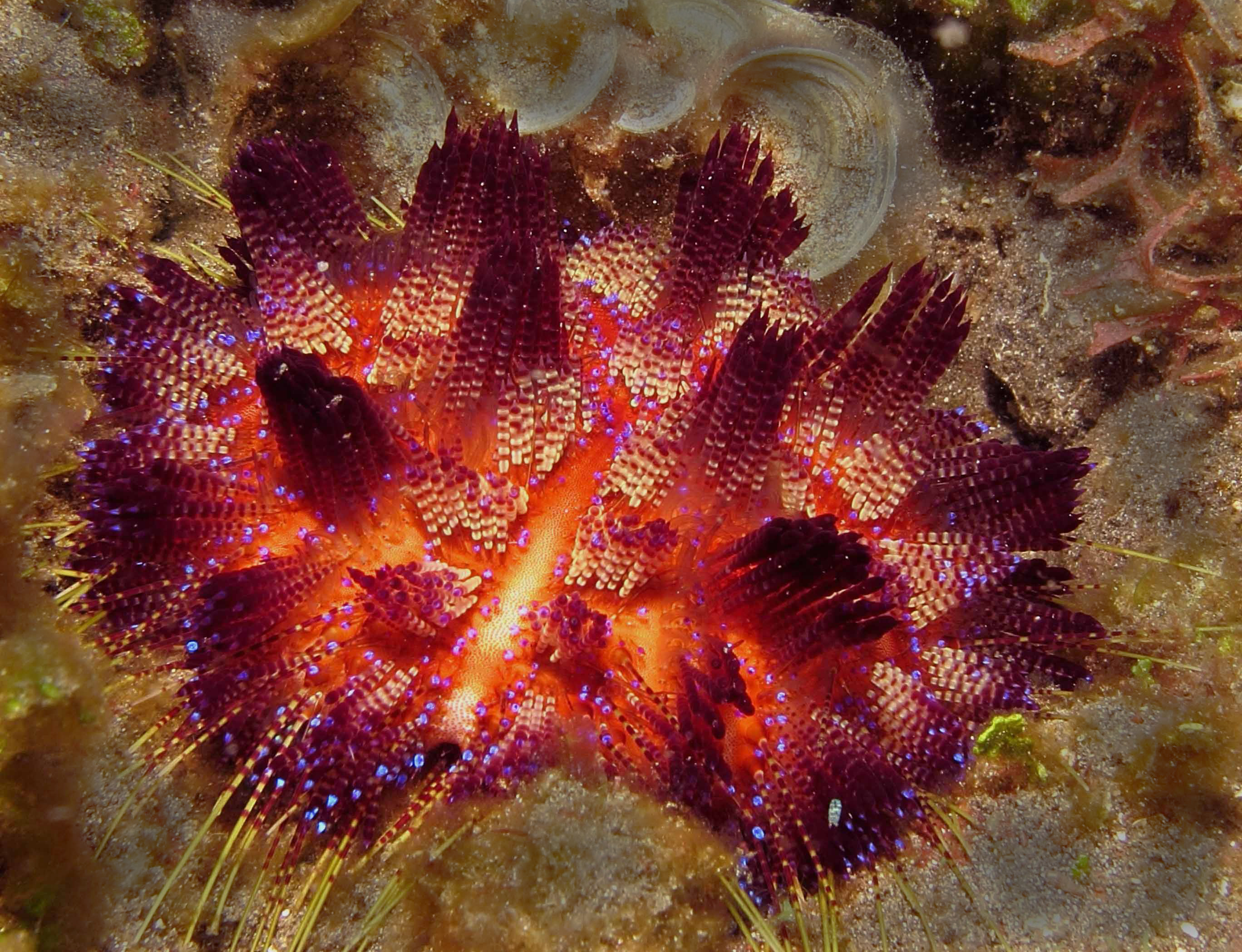
Asthenosoma varium.